# Vaasai repülőtér
A Vaasai repülőtér (IATA: VAA, ICAO: EFVA) Finnország egyik nemzetközi repülőtere, amely Vaasa közelében található. Éves utasforgalma 113 244 fő (2022).

## Futópályák
A repülőtér futópályái:
- 16/34 (2500 m, 48 m, aszfalt)
- 11/29 (1500 m, aszfalt)

## Légitársaságok és célállomások
| Légitársaság                     | Célállomások                         |
| -------------------------------- | ------------------------------------ |
| Aegean Airlines                  | Szezonális charter: Chania           |
| Finnair                          | Helsinki                             |
| Scandinavian Airlines            | Stockholm-Arlanda                    |
| Thomas Cook Airlines Scandinavia | Szezonális: Amszterdam, Gran Canaria |

## Forgalom
Az utasforgalom az elmúlt években az alábbi módon változott:
| Utasok száma | 301 857 | 312 060 | 248 924 | 306 151 | 294 457 | 338 499 | 325 886 | 300 118 | 303 911 | 113 244 |
|              | 1998    | 2001    | 2003    | 2006    | 2009    | 2011    | 2014    | 2017    | 2019    | 2022    |